# Tatiana Soledad Rizzo
Tatiana Soledad Rizzo (ur. 30 grudnia 1986 roku w Carapachay) – argentyńska siatkarka, reprezentantka kraju, grająca na pozycji libero.

## Kluby i sukcesy
| Lata gry  | Klub               | Osiągnięcie                             | Trofeum               | Rok                                    |
| 2003–2011 | Club Banco Nación  | Mistrzostwo Argentyny                   | złoto · srebro · brąz | 2008, 2009, 2010 2004, 2006, 2007 2011 |
| 2003–2011 | Club Banco Nación  | Klubowe Mistrzostwa Ameryki Południowej | brąz                  | 2010                                   |
| 2011–2015 | CA Boca Juniors    | Klubowe Mistrzostwa Ameryki Południowej | srebro · brąz         | 2012 2014                              |
| 2011–2015 | CA Boca Juniors    | Mistrzostwo Argentyny                   | złoto · srebro        | 2012, 2014, 2015 2013                  |
| 2015–2017 | Rio do Sul         |                                         |                       |                                        |
| 2017–2021 | CA Boca Juniors    | Mistrzostwo Argentyny                   | złoto · brąz          | 2018, 2019 2021                        |
| 2021–2022 | CA River Plate     |                                         |                       |                                        |
| 2022–2023 | Levallois SC       |                                         |                       |                                        |
| 2023–     | SL Benfica Lizbona | Puchar Portugalii                       | złoto                 | 2024                                   |

## Sukcesy reprezentacyjne
Mistrzostwa Ameryki Południowej Juniorek:
- 2004

Puchar Panamerykański:
- 2023[3]
- 2008, 2013, 2015

Mistrzostwa Ameryki Południowej:
- 2009, 2013, 2023[4]
- 2021

Igrzyska Panamerykańskie:
- 2019

## Nagrody indywidualne
- 2004: Najlepsza libero i broniąca Mistrzostw Ameryki Południowej Juniorek
- 2021: Najlepsza libero Mistrzostw Ameryki Południowej